# Hiiu
Hiiu es un municipio estonio perteneciente al condado de Hiiu. Su capital es la villa de Kärdla.
El municipio se fundó en 2013, cuando el municipio urbano de Kärdla se fusionó con el municipio rural de Kõrgessaare.
A 1 de enero de 2016 tiene 4544 habitantes en una superficie de 388 km².
Tres cuartas partes de la población viven en la capital Kärdla. La única otra localidad importante es la antigua capital rural Kõrgessaare, con poco más de trescientos habitantes. El resto de la población del municipio se reparte en 58 pequeñas localidades rurales: Heigi, Heiste, Heistesoo, Hirmuste, Hüti, Isabella, Jõeranna, Jõesuu, Kalana, Kaleste, Kanapeeksi, Kauste, Kidaste, Kiduspe, Kiivera, Kodeste, Koidma, Kopa, Kurisu, Kõpu, Laasi, Lauka, Lehtma, Leigri, Lilbi, Luidja, Malvaste, Mangu, Mardihansu, Meelste, Metsaküla, Mudaste, Mägipe, Napi, Nõmme, Ogandi, Ojaküla, Otste, Palli, Paope, Pihla, Poama, Puski, Reigi, Risti, Rootsi, Sigala, Suurepsi, Suureranna,  Sülluste, Tahkuna, Tammistu, Tiharu, Viita, Viitasoo, Vilima, Villamaa y Ülendi.
El municipio ocupa la mayor parte del norte de la isla de Hiiumaa. La parte rural está en el noroeste, mientras que Kärdla está en un exclave de la costa noreste, rodeada por el municipio de Pühalepa.